# Gottfried Ernst Schumann
Gottfried Ernst Schumann (* 20. November 1779 in Döbeln; † 5. Mai 1846 in Dresden) war ein deutscher Rechtswissenschaftler.

## Leben
Der Sohn eines Steuerbeamten hatte von 1791 das Gymnasium in Freiberg besucht. Am 24. März 1798 immatrikulierte er sich für ein Studium der Rechtswissenschaften an der Universität Wittenberg. Dieses beendete er am 23. März 1801 mit dem erfolgreich abgelegten Examen als Notar. Am 5. Juni 1801 nahm er die Tätigkeit als Notar am Landgericht in Wittenberg auf, wo er von dem  damaligen Landgerichtsdirektor Gottlob Friedrich Christoph Jungwirth (* 5. November 1768 in Liebschwitz; † 7. Dezember 1825 in Wittenberg) weiter angeleitet wurde. Aufgrund gesundheitlicher Probleme setzte er seine Ausbildung 1802 in Leipzig fort, wo er sich am 2. November 1802 an der Universität Leipzig immatrikulierte. Seine dortige Ausbildung absolvierte er bis zum Anfang des Jahres 1803. Danach kehrte er nach Wittenberg zurück, wo er am 11. März 1803 eine Stelle als Advokat übernahm und am 9. April 1803 mit der Arbeit Commentatio ad Decisorum Saxonicam 49 de Ao. 1661 zum Doktor der Rechte promovierte. Am 12. September desselben Jahres wurde er zum außerordentlichen Beisitzer der Juristenfakultät der Wittenberger Hochschule ernannt, am 12. März 1807 wurde er dort außerordentlicher Professor und am 8. Juni 1812 zum ordentlichen Professor neuer Stiftung mit Sitz und Stimme im Corpore academico.
Damit verbunden hatte er einen Sitz am Wittenberger Schöppenstuhl erhalten, wurde am 1. Juli 1812 zum Hofgerichtsrat und am 29. Juni 1813 Assessor am Landgericht des Markgrafentums der Niederlausitz in Lübben ernannt. Da sich nach den Befreiungskriegen die Wittenberger Hochschule auflöste, folgte er einem am 25. August 1815 erfolgten Ruf als Appellationsrat nach Dresden. Nachdem er in mehreren Gesetzeskommissionen mitgewirkt hatte, wurde er am 21. November 1831 zum geheimen Justizrat und 1835 zum Präsidenten des Staatsgerichtshofes ernannt. Schumann wurde am 27. Juni 1826 das Ritterkreuz des sächsischen Zivilverdienstordens, am 23. Juni 1838 das Komturkreuz und am 4. Januar 1844 das Großkreuz des Ordens verliehen. Am 30. Oktober 1834 wurde er Mitglied des sächsischen Bundesschiedsgerichts und verstarb an einer plötzlichen Lungenembolie. Am 8. Mai 1846 wurde er begraben.
Schumann war verheiratet. Aus der Ehe stammen zwei Söhne und drei Töchter. Ein Sohn verstarb vor dem Vater. Von den Töchtern kennt man Marie Ernestine Schumann (* 17. Januar 1816 in Dresden; † 10. Juli 1878 ebenda), welche sich am 12. Oktober 1840 in Dresden mit Theobald von Oer verheiratete.

## Werke
- Commentatio ad Decisorum Saxonicam 49 de Ao. 1661. Wittenberg 1803
- Variae juris quaestiones. Wittenberg 1805
- Ueber das Mandat vom 5ten April 1783, die Abstellung des Schuldenwesens bey der Armee betreffend. In: Zachariaes Sächsischen Annalen. Band 1, 1806, S. 285–288